# Розпалювання міжнаціональної ворожнечі
Розпалювання міжнаціональної ворожнечі — злочин, згідно з українським законодавством.

## Загальна характеристика
Згідно зі статтею 161 Кримінального кодексу України, «умисні дії, спрямовані на розпалювання національної, расової чи релігійної ворожнечі та ненависті, на приниження національної честі та гідності, або образа почуттів громадян у зв'язку з їхніми релігійними переконаннями, а також пряме чи непряме обмеження прав або встановлення прямих чи непрямих привілеїв громадян за ознаками раси, кольору шкіри, політичних, релігійних та інших переконань, статі, етнічного та соціального походження, майнового стану, місця проживання, за мовними або іншими ознаками»

караються штрафом від двохсот до п'ятисот неоподатковуваних мінімумів доходів громадян або обмеженням волі на строк до п'яти років, з позбавленням права обіймати певні посади чи займатися певною діяльністю на строк до трьох років або без такого.

Ті самі дії, поєднані з насильством, обманом чи погрозами, а також вчинені службовою особою, -

караються штрафом від п'ятисот до тисячі неоподатковуваних мінімумів доходів громадян або позбавленням волі на строк від двох до п'яти років, з позбавленням права обіймати певні посади чи займатися певною діяльністю на строк до трьох років або без такого".

## В інших країнах

### Сполучені Штати Америки
У США широке трактування судами Першої поправки до Конституції США (про свободу слова) перешкоджає встановленню кримінальної відповідальності за розпалювання міжнаціональної ворожнечі. Суди визнають, що свобода слова може бути обмежена тільки в тих випадках, коли висловлювання можуть безпосередньо привести до протизаконних дій і коли ніякі інші доступні і менш жорсткі заходи не можуть бути ефективні. Деякі вважають, що рішення Верховного суду США у справі «Націонал-соціалістична партія Америки проти села Скоки», дозволила в 1977 р. неонацистам, одягненим в уніформу зі свастикою, зробити марш по вулицях передмістя Чикаго, де проживали євреї, що пережили Холокост, в це являє собою ексцес застосування Першої поправки.

### Російська Федерація
У Росії подібні дії визнаються злочинами проти основ державного ладу і безпеки держави. Стаття 29 Конституції Російської Федерації свідчить, що «не допускаються пропаганда або агітація, що збуджують соціальну, расову, національну або релігійну ненависть чи ворожнечу. Забороняється пропаганда соціальної, расової, національної, релігійної або мовної переваги». Згідно з частиною 1 статті 282 «Порушення ненависті або ворожнечі, а також приниження людської гідності» Кримінального кодексу Російської Федерації в редакції Федерального закону від 08.12.2003 N 162-ФЗ, «дії, спрямовані на збудження ненависті або ворожнечі, а також на приниження гідності людини, або групи осіб за ознаками статі, раси, національності, мови, походження, ставлення до релігії, а рівно приналежності до будь-якої соціальної групи, здійснені публічно або з використанням засобів масової інформації караються штрафом у розмірі від ста тисяч до трьохсот тисяч рублів або в розмірі заробітної плати або іншого доходу засудженого за період від одного року до двох років, або позбавленням права обіймати певні посади чи займатися певною діяльністю на строк до трьох років, або обов'язковими роботами на строк до ста вісімдесяти годин, або виправними роботами на строк до одного року, або позбавленням волі на строк до двох років».

### Сполучене Королівство
Згідно з Правом Сполученого Королівства, «підбурювання до расової ненависті» було встановлено як категорія злочину відповідно до положень §§ 17-29 Закону про суспільний лад 1986 року; як кримінальний злочин у Законі про расові відносини 1976 року. Кримінальне судочинство та Закон про суспільний лад 1994 року зробили окрему публікацію матеріалів, що розпалюють расову ненависть, у зв'язку з яким може бути проведений арешт.
У Північній Ірландії злочином визнається вживання загрозливих, образливих за формою або змістом висловів, які можуть порушити ненависть проти частини населення або викликати у частини населення страх.
До цієї категорії злочину відносяться такі матеріали:
- свідомо провокують ненависть до расової групи;
- поширюють расистські матеріали для громадськості;
- створеюють запальних публічні виступи;
- створюють расистські сайти в Інтернеті;
- розпалюють чутки про людину або етнічну групу з метою поширення расової невдоволення.

Заперечення Голокосту не підпадає під цей закон, а закони проти підбурювання до ненависті щодо релігії були пізніше встановлені відповідно до Закону про расову та релігійну ненависть 2006 року. Однак цей закон не присутній в Шотландії.

### Австралія
В Австралії Закон про расову ненависть 1995 року вніс зміни до Акту про расову дискримінацію 1975 року — частину IIA про агресивну поведінку стосовно ознак раси, кольору, національного чи етнічного походження. Пізніше в силу вступив Закон про расову та релігійну терпимість 2001 року.

### Фінляндія
У Фінляндії агітації проти етнічної групи (фін. Kiihottaminen kansanryhmää vastaan) є злочином відповідно до фінського кримінального закону (1995/578) частина 11, § 8.

### Інші країни
Стаття 130 Кримінального кодексу Німеччини передбачає, що кожен, хто порушує ненависть проти «певної частини населення» або ж злобно висміює таку, може бути підданий покаранню до 5 років позбавлення волі, якщо його дії могли призвести до порушення миру. При цьому достатньо, щоб під загрозою виявилося почуття безпеки групи, що стала об'єктом образи, або щоб посилилася схильність інших осіб до скоєння посягань проти цієї групи.
У Німеччині, Франції, Данії та Нідерландах є законодавство, що допускає засудження за висловлювання, що збуджують ворожнечу, незалежно від наявності умислу і можливих наслідків. Так, Верховний суд Нідерландів ухвалив: «Чи є образливим для групи осіб висловлювання на їхню адресу щодо їх раси і (або) релігії визначається природою самого висловлювання, а не наміром того, хто його публікує». У Франції за законом про розпалювання ворожнечі і наклеп на групу осіб був засуджений редактор газети за публікацію злісної антисемітської статті, яку він, за його твердженням, опублікував, не прочитавши, що свідчить про відсутність вимоги наявності умислу. У 1990 р. до Кримінального кодексу Франції було внесено доповнення про те, що заперечення або навіть постановка під сумнів факту геноциду євреїв нацистами є злочином незалежно від умислу винного.
Треба зазначити, що в законодавство Данії, яке також не вимагає умислу як необхідної умови настання відповідальності, було внесено зміну, що встановлює, що журналісти не несуть відповідальності за публікацію заяв інших осіб, якщо не буде доведена наявність у журналістів умислу на нанесення образи.
Стаття 144В Кримінального кодексу Ізраїлю передбачає покарання у вигляді тюремного ув'язнення на строк до п'яти років за всяку публікацію, що має на меті збудження расизму, незалежно від того, чи відповідає вона дійсності і чи приводить фактично до расизму, і тюремного ув'язнення на термін до одного року за зберігання та розповсюдження заборонених публікацій, спрямованих на збудження расизму.
В Індії передбачено покарання до 5 років тюремного ув'язнення за умисне розпалювання міжобщинної ненависті. Також визнається злочином, якщо кандидат або представник партії здійснює «систематичні дії, що закликають до голосування або утримання від голосування за мотивами касти, раси, громади чи релігії».
Кримінальне законодавство Канади передбачає відповідальність за наявності або умислу на розпалювання ворожнечі, або ймовірності порушення світу в результаті злочинних дій.